# Eriogonum nealleyi
Eriogonum nealleyi là một loài thực vật có hoa trong họ Rau răm. Loài này được Coult. mô tả khoa học đầu tiên năm 1890.